# 2 décembre 2010
Le jeudi 2 décembre 2010 est le 336e jour de l'année 2010.

## Décès
- Abu Bakarr Gaye (né le 26 septembre 1951), homme politique gambien
- Alfred Müller (né le 4 juillet 1926), acteur allemand
- Charles Mighirian (né le 4 octobre 1920), négociant et responsable de club sportif français, d'origine arménienne
- Ernâni Lopes (né le 20 février 1942), homme politique portugais
- Michele Giordano (né le 26 septembre 1930), prélat catholique
- Ron Santo (né le 25 février 1940), joueur de base-ball américain
- Rumen Pejčev (né le28 décembre 1951), joueur et entraîneur de basket-ball bulgare

## Événements
- Sortie des films :
  - Bébé mode d'emploi
  - L'Immortel
  - La Saison de la chasse
  - Megamind
  - Noël sous l'aurore boréale
  - Raiponce
  - Vous allez rencontrer un bel et sombre inconnu
- Sortie des jeux CityVille et Swords & Soldiers
- Fin de la série Highway : Rodando la aventura
- Annonce par la FIFA des candidatures retenues de la Russie pour la coupe du monde de football de 2018 et du Qatar pour la coupe du monde 2022.